# Metropolia Kartaginy
Metropolia Kartaginy – jedna z metropolii Patriarchatu Aleksandryjskiego, z siedzibą w Tunisie. Jej obecnym (2014) ordynariuszem jest metropolita Melecjusz (Kumanis).
Metropolia została erygowana w 1931. Podlegają jej struktury Patriarchatu Aleksandryjskiego na terytorium Maroka, Tunezji, Algierii oraz Mauretanii. Ordynariusz rezyduje w Tunisie.

## Metropolici Kartaginy[2]
- Konstantin (Kacarakis), 1931–1939
- Parteniusz (Kunidis), 1958–1987
- Ireneusz (Talambekos), 1990–1994
- Chryzostom (Papadopulos), 1997–2004
- Aleksy (Leondaritis), 2004–2016
- Melecjusz (Kumanis), od 2016